# Staustufe Kelheim

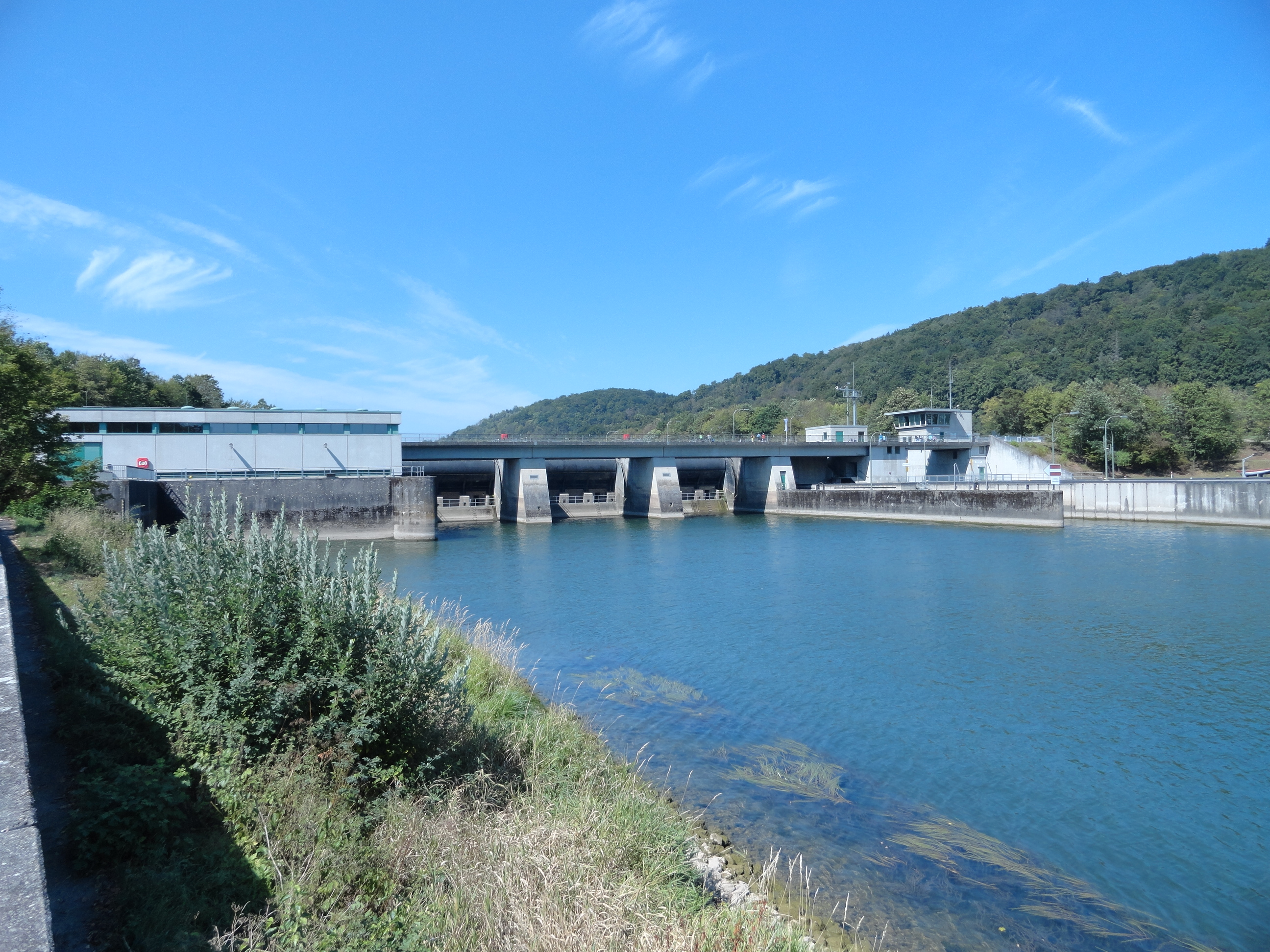
Staustufe Kelheim

Die Staustufe Kelheim ist eine Staustufe des Main-Donau-Kanals bei Kilometer 166,17 im Stadtgebiet der Kreisstadt Kelheim in Niederbayern. Sie besteht aus einem Wehr mit Bootsrampe, dem Pumpwerk Kelheim und der Schleuse Kelheim. Die verlängerten Wehrpfeiler stützen eine über die Staustufe verlaufende Straßenbrücke.

## Aufbau

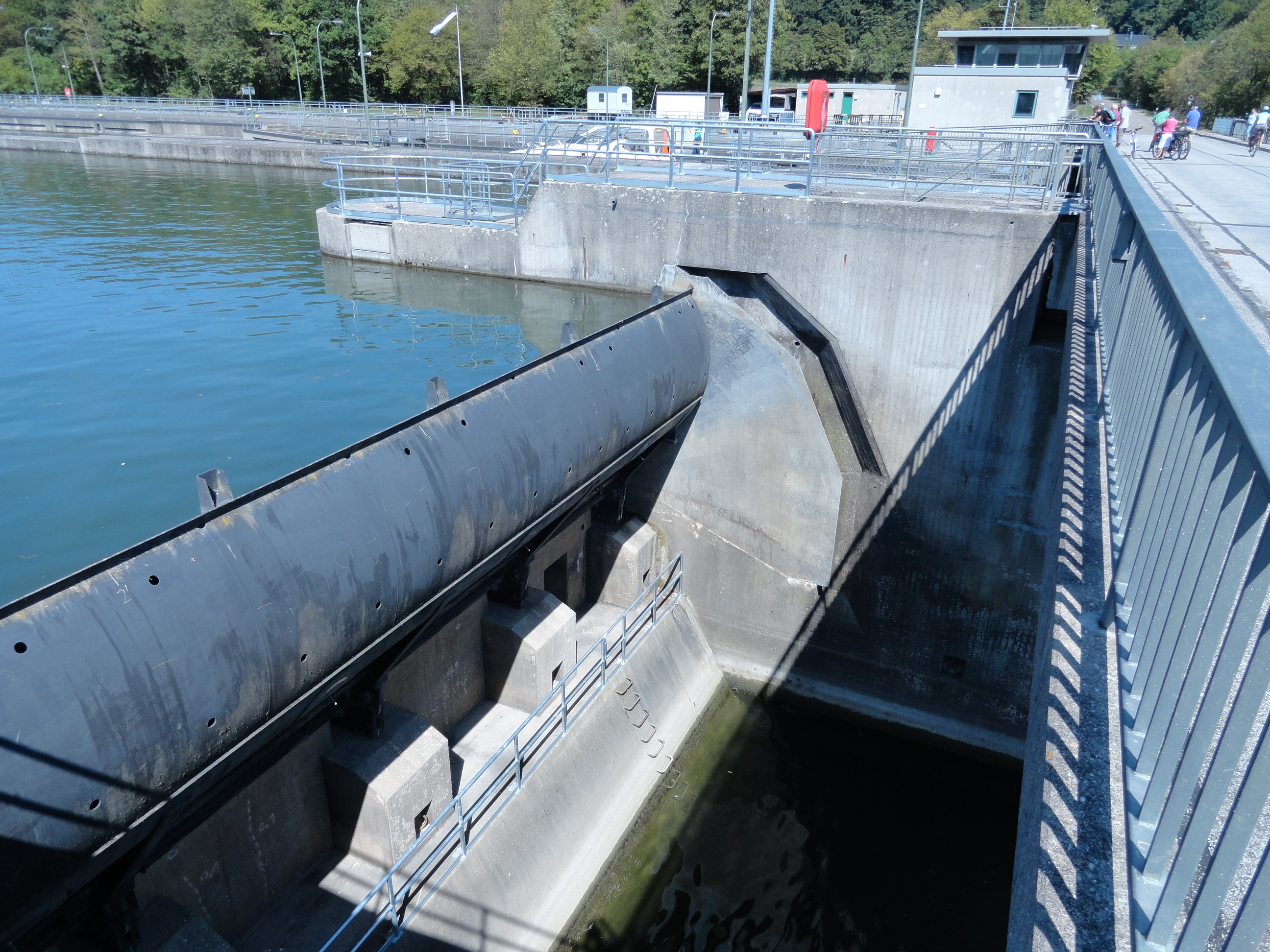
Wehrfeld von der Brücke gesehen

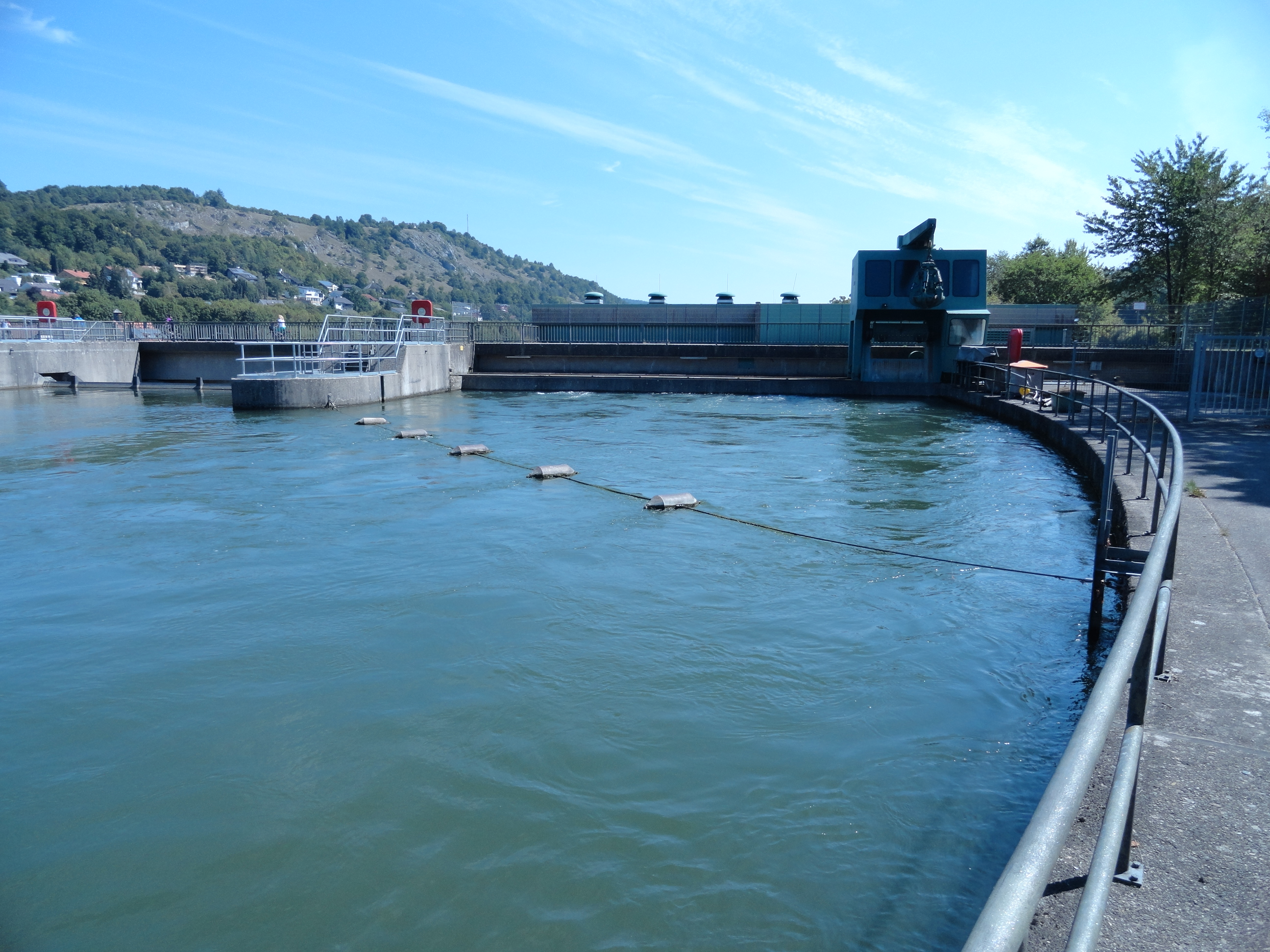
Pumpwerk/Kraftwerk im Pumpbetrieb

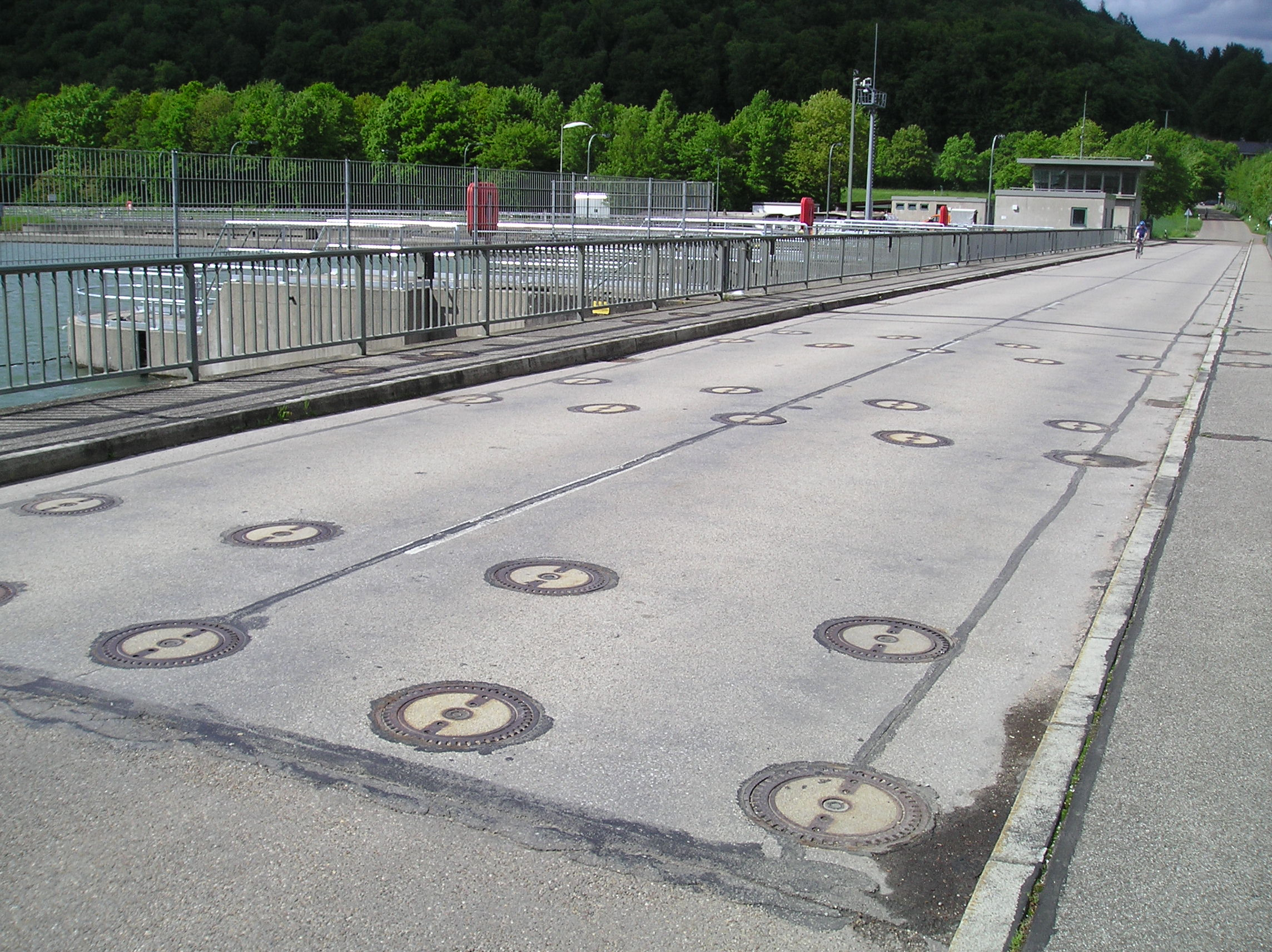
Vorbereitete Panzersperre (2014)

Am rechten Ufer liegt das Kraftwerk/Pumpwerk, die Schleuse der Großschifffahrt liegt am linken Ufer und rechts an sie anschließend die Bootsschleuse. Dazwischen ist ein dreifeldriges Wehr. Die Haltung Kelheim erstreckt sich über 15,13 Kilometer Länge bis zur Staustufe Riedenburg.

### Wehr
Drei Felder mit einer lichten Weite von je 15 Metern bilden die Wehranlage zwischen den linksseitig errichteten Schleusen und der rechtsseitigen Kraftwerk-/Pumpanlage.  Das Stauziel liegt bei 346,6 m ü. NN. Am rechten Ufer bestehen im Ober- und Unterwasser Bootsrampen.

### Pumpwerk/Kraftwerk
Das Pumpwerk Kelheim der Rhein-Main-Donau AG ist durch Pumpturbinen revertierbar ausgelegt, kann also auch als Kraftwerk betrieben werden. Es ist das erste von fünf Pumpwerken der Südrampe des Main-Donau-Kanals und Teil der Donau-Main-Überleitung. Es kann mit seinen fünf baugleichen Aggregaten im Pumpbetrieb max. 35 m³/s fördern, davon sind 3/5 der Menge vorgesehen als Niedrigwasseraufhöhung des Regnitz-Main-Gebietes und 2/5 sind verplant als Betriebswasser für die Schleusen.
Die Haltungen Kelheim und Riedenburg sind keine Kanalhaltungen, sondern Flusshaltungen der Altmühl. Bei höheren Abflusswerten der Altmühl erfolgt keine Überleitung aus der Donau und das Werk kann als Kraftwerk betrieben werden. Die installierte Leistung im Betriebsmodus als Wasserkraftwerk beträgt 2600 Kilowatt, bei Fallhöhe 8,4 Meter und einem Gesamt-Ausbaudurchfluss der fünf Maschinensätze von 35 m³/s. Das Pumpwerk wurde 1987 in Betrieb genommen. Die Überwachung und Steuerung erfolgt durch die WSV von der Revierzentrale Main-Donau Gösselthal (RvZ MD) aus.

### Schiffsschleuse
Die Schleuse Kelheim ist eine Einzelschleuse mit einer nutzbaren Kammerlänge von 190 m und einer Nutzbreite von 12 m. Sie wird am Oberhaupt mit einem Hubtor verschlossen und am Unterhaupt durch ein Stemmtor. Die mittlere Fallhöhe beträgt 8,40 m. Die Bedienung erfolgt ferngesteuert aus der Leitzentrale der WSV in Dietfurt.

### Brücke
Die Brückenanlage hat eine Gesamtbauwerkslänge von etwa 127 Meter bei einer Brückenbreite von rund neun Metern und Fahrbahnbreite von etwa sechs Metern. Dort führt eine Gemeindestraße über den Kanal, die die Staatsstraße St#2230 mit der Kreisstraße KEH 15 verbindet. Sie besteht aus den zwei Brückenteilen Schleusenbrücke und Wehr- und Kraftwerksbrücke.

### Panzersperre
Beim Bau der Anlage wurde beim Pumpwerk/Kraftwerk auch eine Panzersperre installiert.  In zahlreiche Schächte, die als Deckel in Straßen- und Gehwegbelag erkennbar waren, hätten im Verteidigungsfall Stahlträger eingesteckt werden können, die in einem garagenähnlichen Sperrmittellager südöstlich der Brücke gelagert wurden. Die Schachtdeckel in der Fahrbahn sind aufgrund einer zwischenzeitlich aufgebrachten Asphaltdecke heute nicht mehr erkennbar.

## Geschichte
Die Staustufe wurde in der Zeit zwischen März 1976 bis Dezember 1981 errichtet.